# Allaoua Latef
Allaoua Latef (arabisch علاوة لطيف, DMG ʿAllāwa Laṭīf; * 17. Dezember 1971) ist ein ehemaliger algerischer Skirennläufer und Olympiateilnehmer.

## Karriere
Latef startete bei den Olympischen Winterspielen 1992 für Algerien im Slalom. Im vom Norweger Finn Christian Jagge gewonnenen Bewerb schied er im ersten Durchgang aus.
Zusammen mit Kamel Guerri und Mourad Guerri bei den Herren sowie Nacera Boukamoum bei den Damen gehörte Latef zur ersten algerischen Delegation bei Olympischen Winterspielen an. Während Kamel und Mourad Guerri sowohl beim Super-G als auch im Riesenslalom ins Ziel kamen, startete Mourad Guerri ebenfalls im Slalom und schied wie Latef aus.
Mit den beiden Damen Christelle Laura Douibi und Noureddine Bentoumi starteten erst 2006 wieder Algerier bei Olympischen Winterspielen. Der nächste algerische Mann bei Olympischen Winterspielen war Medhi-Sélim Khelifi 2010, jedoch war Khelifi der erste algerische Mann, der nicht im alpinen Skilauf startete.

## Erfolge
| - DNF = Wettkampf nicht beendet (engl. Did Not Finish) |

### Olympische Winterspiele
- Albertville 1992: DNF1 im Slalom